# Episodi di 8 semplici regole (seconda stagione)
La seconda stagione della serie televisiva 8 semplici regole è stata trasmessa negli Stati Uniti dal 23 settembre 2003 al 18 maggio 2004 sul network ABC.
| nº | Titolo originale                                 | Titolo italiano                           | Prima TV USA      | Prima TV Italia   |
| -- | ------------------------------------------------ | ----------------------------------------- | ----------------- | ----------------- |
| 1  | Premiere                                         | La mamma                                  | 23 settembre 2003 |                   |
| 2  | Sex Ed                                           | Educazione sessuale                       | 23 settembre 2003 |                   |
| 3  | Donny Goes AWOL                                  | Il disertore                              | 7 ottobre 2003    | 21 luglio 2008    |
| 4  | Goodbye, Part I                                  | Addio (prima parte)                       | 4 novembre 2003   | 22 luglio 2008    |
| 5  | Goodbye, Part II                                 | Addio (seconda parte)                     | 4 novembre 2003   | 23 luglio 2008    |
| 6  | No Right Way                                     | Tempi difficili                           | 11 novembre 2003  | 24 luglio 2008    |
| 7  | What Dad Would Want                              | Quello che avrebbe voluto papà            | 18 novembre 2003  | 25 luglio 2008    |
| 8  | The First Thanksgiving                           | Il giorno del Ringraziamento              | 25 novembre 2003  | 28 luglio 2008    |
| 9  | The Story of Anne Frank and Skeevy               | La storia di Anna Frank e Skeevy          | 23 dicembre 2003  | 29 luglio 2008    |
| 10 | YMCA                                             | In palestra                               | 6 gennaio 2004    | 30 luglio 2008    |
| 11 | Get Real                                         | Sincerità                                 | 13 gennaio 2004   | 31 luglio 2008    |
| 12 | Consequences                                     | Conseguenze                               | 27 gennaio 2004   | 1º agosto 2008    |
| 13 | Opposites Attract, Part I                        | Gli opposti si attraggono (prima parte)   | 10 febbraio 2004  | 4 agosto 2008     |
| 14 | Opposites Attract, Part II                       | Gli opposti si attraggono (seconda parte) | 17 febbraio 2004  | 5 agosto 2008     |
| 15 | Opposites Attract: Night of the Locust, Part III | Gli opposti si attraggono (terza parte)   | 24 febbraio 2004  | 6 agosto 2008     |
| 16 | Daddy's Girl                                     | La bimba di papà                          | 2 marzo 2004      | 7 agosto 2008     |
| 17 | Mall in the Family                               | Centro commerciale in famiglia            | 16 marzo 2004     | 8 agosto 2008     |
| 18 | Let's Keep Going, Part I                         | Come Thelma e Louise (prima parte)        | 30 marzo 2004     | 25 agosto 2008    |
| 19 | Let's Keep Going, Part II                        | Come Thelma e Louise (seconda parte)      | 6 aprile 2004     | 26 agosto 2008    |
| 20 | C.J.'s Party                                     | Birra party da C.J.                       | 20 aprile 2004    | 27 agosto 2008    |
| 21 | Mother's Day                                     | La festa della mamma                      | 4 maggio 2004     | 28 agosto 2008    |
| 22 | The Principal                                    | Il preside                                | 11 maggio 2004    | 29 agosto 2008    |
| 23 | Finale, Part Un                                  | Finale (prima parte)                      | 18 maggio 2004    | 1º settembre 2008 |
| 24 | Finale, Part Deux                                | Finale (seconda parte)                    | 18 maggio 2004    | 2 settembre 2008  |

## La mamma
- Titolo originale: Premiere
- Diretto da: James Widdoes
- Scritto da: Tracy Gamble

## Educazione sessuale
- Titolo originale: Sex Ed
- Diretto da: Robby Benson
- Scritto da: Gayle Abrams